# الیزابت مونرو
 الیزابت مونرو (انگلیسی: Elizabeth Monroe؛ زادهٔ ۳۰ ژوئن ۱۷۶۸ – درگذشته ۲۳ سپتامبر ۱۸۳۰) یک سیاست‌مدار اهل ایالات متحده آمریکا بود.